# Металлург (футбольный клуб, Пикалёво)
«Металлург» — российский футбольный клуб из города Пикалёво, Ленинградская область.  Представлял Пикалёвский глинозёмный завод. Бо́льшую часть своей истории выступал в областных турнирах и иных соревнованиях непрофессиональных команд. 4-кратный чемпион Ленинградской области, 10-кратный обладатель кубка области. Пять сезонов провёл в низших дивизионах общенациональных первенств (СССР, затем РФ), где не был успешен.
С 2015 года в чемпионате Ленинградской области выступала команда «Металлург-БМР», представляющая весь Бокситогорский район.

## Прежние названия
- до 1991 — «Металлург»
- 1991 — «Глинозём»
- 1992 — май 2002 — «Металлург»
- май 2002—2004 — «Пикалёво»
- 2004—2014 — «Металлург»
- с 2015 — «Металлург-БМР»➤

## История
Организованный футбол в Пикалёве существует с начала 1950-х. В городе в это десятилетие появились команды строительного треста № 30, цементного завода и глинозёмного завода; последняя из них и стала главной в городском футболе. С 1963 года «Металлург» — в первой группе чемпионата области. В 1966 году под руководством Николая Равина команда впервые победила в кубке области; в 1967 году под руководством Вадима Жукова выиграла областной чемпионат, пройдя его без поражений. В 1968—1969 годах выступал в классе «Б» первенства СССР, в 8-й зоне, объединявшей в основном команды Ленинграда и других городов Ленинградской области. После реформы первенства СССР «Металлург» вернулся в областные турниры. В 1976 году на базе Пикалёвского глинозёмного комбината и Тихвинского (де-факто — бокситогорского) глинозёмного завода было создано Пикалёвское производственное глинозёмное объединение; были объединены и футбольные команды «Металлург» Пикалёво и «Металлург» Бокситогорск. Этот «футбольный союз» существовал до конца 1989 года; команда (как минимум, некоторую часть этого периода) проводила домашние матчи как в Пикалёве, так и в Бокситогорске, тем не менее официально представляла именно Пикалёво. Со второй половины 1970-х «Металлург» вошёл в число ведущих непрофессиональных команд Ленинградской области. Указывается, что в 1987 году, после успешного выступления в первенстве РСФСР среди КФК, команда могла претендовать на статус команды мастеров и включение во вторую лигу СССР, однако этого не произошло из-за отсутствия футбольной школы и непрохождения требований к стадиону.
В 1994—1995 годах команда выступала в третьей лиге ПФЛ (4-й по значимости дивизион всероссийского первенства, считался профессиональным) под руководством Анатолия Белова. За команду выступали такие игроки как Алексей Гуло.
В 2003 году команда, уже как ФК «Пикалёво», вновь выступала в первенстве России — в зоне «Запад» второго дивизиона ПФЛ (3-й уровень). Спонсором команды являлось ЗАО «Ливиз», с чем и было связано изменение названия. Под руководством Владимира Говорунова и помощника Виктора Никитенко команда заняла последнее место. Основной причиной подобного результата являлся недостаток финансирования. В середине 2000-х клуб «выпал» из числа участников чемпионата области среди мужчин (не говоря о «вышестоящих» межрегиональных турнирах).

### «Металлург-БМР»
В марте 2015 года был образован футбольный клуб «Металлург-БМР» (Бокситогорский муниципальный район), который он и возглавил в качестве главного тренера. В дебютном сезоне команда заняла 5-е место в чемпионате Ленинградской области. В 2016 году «Металлург-БМР» дошёл до финала Кубка Ленинградской области, где 3 сентября на стадионе «Металлург» города Бокситогорска уступил команде «ЛАЗ» Луга — 1:2, д.в. В чемпионате 2016 года команда заняла 3-е место, а в 2017 году стала чемпионом Ленинградской области. В 2018 году «Металлург-БМР» занял последнее 12-е место, снявшись после первого круга, в котором в 11 матчах набрал 1 очко.

## Достижения
областные турниры
- Чемпион Ленинградской области: 1967, 1976, 1985, 1986
- Второй призёр чемпионата Ленинградской области: 1977, 1978, 1981, 1982, 1983, 1984, 1999
- Третий призёр чемпионата Ленинградской области: 1980, 2016
- Обладатель Кубка Ленинградской области: 1966, 1978, 1982, 1986, 1987, 1988, 1990, 1992, 1993, 1999
- Финалист Кубка Ленинградской области: 1971, 1974, 1975, 1979, 1980, 1983, 2005

межрегиональные непрофессиональные турниры
- Обладатель Кубка Севера: 1978, 1993
- Победитель первенства МРО «Северо-Запад»: 1996, 2002
- Победитель зоны «Север» первенства РСФСР среди КФК: 1987
- Бронзовый призёр Кубка России среди КФК: 1993

## Результаты выступлений

### Чемпионат России
- 1992 — 4 место в КФК, «Север»
- 1993 — 3 место в КФК, «Северо-Запад»
- 1994 — 13 место в третьей лиге, зона 4
- 1995 — 11 место в третьей лиге, зона 4
- 1996 — 1 место в КФК, «Северо-Запад»; 4 место в финале, гр. А
- 1997 — 2 место в КФК, «Северо-Запад»
- 1998 — не выступал
- 1999 — не выступал
- 2000 — 4 место в КФК, МРО Северо-Запад
- 2001 — 4 место в КФК, МРО Северо-Запад
- 2002 — 1 место в КФК, МРО Северо-Запад; 5 место в финале, гр.А
- 2003 — 19 место во втором дивизионе, «Запад»

## Тренеры
- Коротков Анатолий Николаевич (1960—1961)
- Ковалев Борис (1961)
- Островский А. Н. (1961—1962)
- Жуков Вадим Николаевич (1963—1964, 1967—1980)
- Равин Николай Ефимович (1964—1966)
- Жучков Валентин Алексеевич (1980—1989)
- Московкин Юрий Фёдорович (1990—1991)
- Белов Анатолий Михайлович (1991—1997)
- Говорунов Владимир Николаевич (1998—2003)
- Морев Сергей Иванович (2004)
- Никитенко Виктор Иванович (2005)
- Сальников Олег Николаевич (с 2015)